# Şerafettin Kaya
Şerafettin Kaya (* 1. Dezember 1929 in Varto, Muş, Türkei; † 12. März 2022 in Ankara) war ein kurdischer Rechtsanwalt, Lehrer und Menschenrechtler.

## Leben
Kaya arbeitete als Schullehrer in der türkischen Provinz Muş und in Ankara und gründete nach einem Jurastudium ein Rechtsanwaltsbüro in Diyarbakır. Er verteidigte in den Jahren 1971 bis 1974 oppositionelle Kurden in der kurdischen Stadt und gehörte 1976 zu den Gründungsmitgliedern der linken Organisation Rizgari.
Als Vorsitzender der Anwaltskammer Muş war er auch Delegierter der türkischen Rechtsanwaltsvereinigung in Ankara. Nach mehreren Gefängnisaufenthalten gelang ihm 1982 die Flucht nach Deutschland, wo er seine Erlebnisse als Buch veröffentlichte. Kaya trat als Gutachter in Asylverfahren und Prozessen in Deutschland auf. Er setzte sich für den muttersprachlichen Unterricht in kurdischer Sprache ein.

## Werke
- Diyarbakır – Erfahrung in einem türkischen Kerker, Verlag Edition CON, Bremen 1984, ISBN 3-88526-135-9